# Клавдиопольская епархия
Клавдиопольская епархия (греч. Ιερά Επισκοπή Κλαυδιουπόλεως) — историческая епархия Константинопольской православной церкви с центром в бывшем городе Клавдиополисе в Византийской империи.

## История
В эллинистический период главный город епархии носил название Вифиний. Во время римского владычества город был переименован в Клавдиополис в честь императора Клавдия.
Император Восточной Римской империи Феодосий II (408—452), сделал Клавдиополис столицей провинции Гонория, сформированной из Вифинии и Пафлагонии и названной так в честь римского императора Гонория. После этого город в течение нескольких веков (до 1325 года) находился под управлением Византийской империи, являясь кафедрой православного епископ.
В настоящее время кафедра является титулярной. Титул епископа Клавдиопольского присваивается титулярным (викарным) епископам Константинопольской православной церкви.

## Епископы
- Мелетий II Эдесский[болг.] (1800-е)
- Пантелеимон Клавдиопольский
- Прокопий Касандрийский[болг.] (17 апреля 1855 — 1 мая 1865)
- Климент (Фолан)[болг.] (21 января 1868—1873)
- Евгений (Хрисохерис)[болг.] (11 август 1874—1879)
- Амвросий (Ставринос)[болг.] (14 марта 1893 — 30 октября 1895)
- Михаил (Триандафиллидис) (23 июля 1900 — 3 августа 1908)
- Андрей (Пандолеондос) (23 июля 1963 — 12 апреля 1978)
- Власий (Лавриотис) (15 октября 1978 — 3 июля 1985)
- Михаил (Стороженко) (8 октября 1995 — 22 апреля 2019)
- Иаков (Савва) (с 21 марта 2021 года)